# Aeropuerto de Kandla
El aeropuerto de Kandla (IATA: IXY, OACI: VAKE) es un aeropuerto localizado entre las ciudades de Anjar y Gandhidham en Guyarat, India. Está próximo a Kandla, un importante puerto y centro económico del estado. La Dirección de Aeropuertos de la India gestiona el sitio.

## Historia
La pista se construyó a fines de los años 1950. Indian Airlines comenzó a volar a Kandla en 1960 utilizando sus aviones Avro, y la aerolínea regional Vayudoot llegó a la ciudad después. Gujarat Airways también realizaba vuelos a Bombay hasta 1999. La operación comercial del aeropuerto se retomó en 2006 cuando Air Deccan inició un servicio entre Kandla y Bombay. Este servicio duró hasta 2012, año en que el sucesor a Air Deccan, Kingfisher Airlines, cesó operaciones. Cinco años más tarde, SpiceJet aterrizó en Kandla bajo Ude Desh Ka Aam Naagrik, un programa del gobierno de India que se propone ampliar la conectividad regional del país y hacer el transporte aéreo más barato para los ciudadanos.

## Aerolíneas y destinos
| Aerolíneas | Destinos      |
| ---------- | ------------- |
| SpiceJet   | Delhi, Bombay |

## Estadísticas
Ver fuente y consulta Wikidata.